# Bernardo Tobón de la Roche
Bernardo Tobón de la Roche (Rionegro, Antioquia, 19 de abril de 1919 - Cali, Valle del Cauca, 15 de agosto de 2011)  fue un productor de radio colombiano, fundador de la Cadena Todelar de Colombia.
Es considerado como uno de los pioneros de la radio en Colombia al fundar Todelar Radio en 1953, con su hermano Jaime, formando a importantes periodistas como Yamid Amat, Hernán Peláez, William Vinasco y Edgar Artunduaga, entre otros.
En 2011 recibió un reconocimiento por su dedicación toda una vida a la radio, en los premios de periodismo del Círculo de Periodistas de Bogotá.
A los 92 años de edad falleció en una clínica en Cali.